# Indigestion
Als Indigestion (lat. für „Verdauungsstörung“) wird eine Störung der normalen Tätigkeit des Magen-Darm-Kanals bezeichnet. Es handelt sich um einen unbestimmten Begriff, der verschiedenste Ursachen und Symptome einschließt.
Die Ursachen einer Indigestion können Infektionen (Bakterien, Viren, Endoparasiten), chronisch-entzündliche Darmerkrankungen, Autoimmunerkrankungen, Störungen der Motilität, Veränderungen der Darmflora, Störungen der Sekretion der Drüsen des Magen-Darm-Kanals (einschließlich Leber und Pankreas) sowie Fremdkörper sein. Auch psychosomatische Erkrankungen (Reizdarmsyndrom) können eine Indigestion hervorrufen.
Eine Verminderung der Magenbewegung und eine Veränderung des Magensaftes wird als Dyspepsie bezeichnet. Störungen der enzymatischen Verdauung werden als Maldigestion, die der Resorption der Nährstoffe im Darm als Malabsorption bezeichnet.
Klinisch äußert sich eine Indigestion meist durch Bauchschmerzen, Übelkeit und Unwohlsein sowie in Veränderungen des Stuhls. Mit längerer Dauer kommt es zu einem Mangel an Nährstoffen (vor allem Proteine, Vitamine) und zu einer Abmagerung.